# Earth & sky (album van Graham Nash)
Earth & sky is een muziekalbum van Graham Nash uit 1980. Het album bereikte nummer 117 in de Billboard 200
Nash schreef alle nummers en één nummer samen met Joe Vitale. Hij werkte met een aantal bekende artiesten aan dit album, onder wie Vitale, Stephen Stills, Jackson Browne, Nicolette Larson, Joe Walsh, Russ Kunkel, Steve Lukather en Tim Drummond.

## Nummers
| Nr. | naam              | schrijver                 | duur |
| --- | ----------------- | ------------------------- | ---- |
| A1  | Earth & sky       | Graham Nash               | 3:35 |
| A2  | Love has come     | Graham Nash               | 3:27 |
| A3  | Out of the island | Graham Nash               | 4:20 |
| A4  | Skychild          | Graham Nash               | 3:55 |
| A5  | Helicopter song   | Graham Nash               | 2:47 |
| B1  | Barrel of pain    | Graham Nash               | 5:16 |
| B2  | TV guide          | Graham Nash en Joe Vitale | 1:54 |
| B3  | It's all right    | Graham Nash               | 3:14 |
| B4  | Magical child     | Graham Nash               | 3:42 |
| B5  | In the 80's       | Graham Nash               | 3:04 |